# Drysice
Drysice (in tedesco Drissitz) è un comune della Repubblica Ceca facente parte del distretto di Vyškov, in Moravia Meridionale.